# Вагуй (река)
Вагуй (местн. Вага) — ручей (малая река) в Ленинградской области, правый приток реки Луга. Длина — 5,2 км.

## География
Берёт начало в 3,6 км к востоку от микрорайона Жуково города Кингисеппа. Течёт преимущественно на запад. В микрорайоне Жуково через реку переброшено два моста — автомобильный и железнодорожный. Впадает в Лугу с правой стороны, в 66,8 км от её устья.

## Водный режим
Полноводной считается в весенне-осенний период. Питается торфяными болотами и лесными ручьями. Связана с сетью каналов.